# Eleições municipais em Teresina em 1985
As eleições municipais em Teresina em 1985 ocorreram em 15 de novembro, como parte das eleições em 201 municípios em 23 estados e nos territórios federais do Amapá e Roraima. Foi a primeira eleição da Nova República e a primeira onde os teresinenses escolheram seu alcaide pelo voto direto desde 1962, a primeira do PDS na oposição e a primeira do PFL como partido governista.
Sete candidatos disputaram o Palácio da Cidade, mas a vitória coube ao professor, advogado e historiador Raimundo Wall Ferraz. Nascido em Teresina e formado pela Universidade Federal do Piauí, lecionou na referida instituição e no Instituto de Educação Antonino Freire. Filiado à UDN, foi eleito vereador de Teresina em 1954 e 1958 e participou da última eleição direta na cidade antes do Regime Militar de 1964 elegendo-se vice-prefeito ao lado de Hugo Bastos em 1962, exercendo cumulativamente à presidência da Câmara Municipal, filiando-se depois à ARENA. Secretário de Educação no primeiro governo Alberto Silva, foi prefeito biônico de Teresina (1975-1979) no governo de seu cunhado, Dirceu Arcoverde, e mantido no cargo por Djalma Veloso. Com a reforma partidária feita no Governo Figueiredo, foi para o PP e para o PMDB sendo eleito deputado federal em 1982, com três quartos de sua votação oriundos da capital piauiense.
Também nascido em Teresina, o jornalista Deoclécio Dantas formou-se em contabilidade na Escola Professor Felismino Weser e posteriormente integrou a Academia Piauiense de Letras, o Instituto Histórico e Geográfico do Piauí, o Conselho Estadual de Cultura, a Campanha Nacional das Escolas da Comunidade e o Sindicato dos Jornalistas Profissionais do Estado do Piauí. Assessor da Companhia Energética do Piauí, assumiu a presidência da Companhia Editora do Piauí (COMEPI) por nomeação do governador Helvídio Nunes em 1969, mantendo-se no cargo nos governos de João Clímaco d'Almeida, Alberto Silva e Dirceu Arcoverde. Eleito vereador de Teresina pela ARENA em 1976 e deputado estadual em 1978, transitou pelo PP antes de seguir rumo ao PMDB, reelegendo-se em 1982 e elegendo-se vice-prefeito de Teresina em 1985. Logo rompeu com o seu partido e ingressou no PDT, mas não obteve êxito como candidato a vice-governador do Piauí em 1986 e a prefeito da capital piauiense em 1988.

## Resultado da eleição para prefeito
Dados fornecidos pelo Tribunal Regional Eleitoral do Piauí mostram que houve 155.491 votos nominais (95,48%), 2.496 votos em branco (1,53%) e 4.863 votos nulos (2,99%) totalizando 162.850 eleitores. Dados sobre abstenções ainda não estão disponíveis.
| Candidatos a prefeito de Teresina | Candidatos a vice-prefeito | Número | Coligação           | Votação | Percentual |
| --------------------------------- | -------------------------- | ------ | ------------------- | ------- | ---------- |
| Wall Ferraz PMDB                  | Deoclécio Dantas PMDB      | 15     | PMDB, PCB, PCdoB    | 78.252  | 50,33%     |
| Átila Lira PFL                    | Dirceu Arcoverde Filho PFL | 25     | PFL (sem coligação) | 60.649  | 39,00%     |
| Myriam Portela PDS                | Josino Ribeiro Neto PDS    | 11     | PDS (sem coligação) | 9.088   | 5,84%      |
| Antônio José Medeiros PT          | Cineas Santos PT           | 13     | PT (sem coligação)  | 4.332   | 2,79%      |
| Jônathas Nunes PDT                | Carlos Lobo PDT            | 12     | PDT (sem coligação) | 1.968   | 1,27%      |
| Sirley Ferreira PTB               | Clayton Riedel PTB         | 14     | PTB (sem coligação) | 655     | 0,42%      |
| Newton Nunes PDC                  | José Virgílio Queiroz PDC  | 17     | PDC (sem coligação) | 547     | 0,35%      |
| Fontes:                           |                            |        |                     |         |            |

## Eleições no interior do estado
Convertido em área de segurança nacional em 1973 por sediar a Usina Hidrelétrica de Boa Esperança, o município de Guadalupe realizou eleições em 1985 e nelas foram apurados 4.053 votos nominais (96,34%), 69 votos em branco (1,64%) e 85 votos nulos (2,02%).
| Candidatos a prefeito de Guadalupe | Candidatos a vice-prefeito  | Número | Coligação            | Votação | Percentual |
| ---------------------------------- | --------------------------- | ------ | -------------------- | ------- | ---------- |
| João Luiz da Rocha PFL             | João Patrício Neto PFL      | 25     | PFL (sem coligação)  | 2.774   | 68,44%     |
| Francisco Antônio Soares PMDB      | José Carlos Monteiro PMDB   | 15     | PMDB (sem coligação) | 1.202   | 29,66%     |
| Sebastião Egídio Moreira PT        | Pedro Guerra de Oliveira PT | 13     | PT (sem coligação)   | 77      | 1,90%      |
| Fontes:                            |                             |        |                      |         |            |